# Nowota
Nowota (deutsch Laurashof) war ein Ort in der polnischen Woiwodschaft Ermland-Masuren im Bereich der Landgemeinde Braniewo (Braunsberg) im Powiat Braniewski (Kreis Braunsberg), bis 1945 im Kreis Heiligenbeil in Ostpreußen.

## Geographische Lage
Die Ortsstelle von Nowata resp. Laurashof liegt im Nordwesten der Woiwodschaft Ermland-Masuren, zehn Kilometer südöstlich der früheren und jetzt auf russischem Staatsgebiet gelegenen Kreisstadt Heiligenbeil (russisch Mamonowo) bzw. 14 Kilometer östlich der heutigen Kreismetropole Braniewo (deutsch Braunsberg).

## Geschichte
Laurashof wurde 1822 gegründet. Es handelte sich um einen großen Hof, der bis 1945 als Vorwerk ein Wohnplatz zum Gutsbezirk, ab 1928 zur Landgemeinde Hohenwalde (polnisch Krzewno) im ostpreußischen Kreis Heiligenbeil, Regierungsbezirk Königsberg, war. Im Jahre 1905 zählte Laurashof 16 Einwohner.
Mit der Abtretung des gesamten südlichen Ostpreußen an Polen in Kriegsfolge im Jahre 1945 erhielt Laurashof die polnische Namensform „Nowota“. Zwischen 1954 und 1972 war Larashof mit dem anderen Vorwerk Hohenwaldes Friedrichsruh (polnisch Murawka) in die Gromada Żelazna Góra (Eisenberg) eingegliedert, doch wohl schon vor 1972 als Ort nicht mehr wahrgenommen und aufgegeben, da vielleicht in der Ortschaft Krzewno (Hohenwalde) aufgegangen. Heute gilt Nowota offiziell als untergegangen. Seine Ortsstelle befindet sich in der Gmina Braniewo (Landgemeinde Braunsberg) im Powiat Braniewski (Kreis Braniewo), von 1975 bis 19098 der Woiwodschaft Elbląg, seither der Woiwodschaft Ermland-Masuren zugehörig.

## Religion
Bis 1945 war Laurashof in das Kirchspiel der evangelischen Kirche Eisenberg (polnisch Żelazna Góra) in der Kirchenprovinz Ostpreußen der Kirche der Altpreußischen Union eingegliedert.

## Verkehr
Die Ortsstelle von Nowota resp. Laurashof ist über eine Landwegverbindung von Krzewno (Hohenwalde) aus zu erreichen.